# Goughův ostrov
Goughův ostrov (anglicky Gough Island) je ostrov v jižním cípu Atlantského oceánu. Je součásti Britského zámořského území Svatá Helena, Ascension a Tristan da Cunha. Ostrov nemá trvalé obyvatele.

## Situace
Ostrov se souřadnicemi 40° 19' jižní zeměpisné šířky a 9° 56' západní zeměpisné délky se nachází v jižní části Atlantského oceánu, asi 350 km jiho-jihovýchodně od ostrova Tristan da Cunha, odkud je také spravován. Leží zhruba v polovině cesty mezi jižními cípy kontinentů Afriky a Jižní Ameriky, od Kapského Města je vzdálen okolo 2700 km a od Buenos Aires přes 3200 km. Je to jedno z nejosamělejších míst na světě, poblíž nevedou žádné pravidelné námořní trasy.
Jeho vznik je datován do třetihor, kdy byl následkem sopečné činnosti odloučen od ostrova Tristan da Cunha. Má za sebou dlouhou a komplikovanou horotvornou historii. Poslední, poměrně malá erupce zasáhla ostrov asi před 2300 roky. Ostrov je tvořen převážně vyvřelou lávou a sopečným popelem, půda je většinou pokryta silnou vrstvou rašeliny.
Ostrov o rozloze 91 km² je hornatý a zvlněná centrální plošina stoupá až do výše 900 metrů, z ní pak vystupují nejvyšší vrcholy Edinburgh Peak vysoký 910 m, Expedition Peak o 1 metr nižší, Centre Rowett o 74 m nižší a další. Kolem většiny pobřeží jsou strmé útesy. Východní strana ostrova je členěna do hlubokých prudkých údolí oddělených zubatými hřebeny. Západní strana má naopak oblé svahy přecházející v mořské útesy, pod kterými se nacházejí kamenitá pobřeží posetá velkými balvany. Pouze na jižní straně se nachází terén níže než 200 m nad mořskou hladinou, ani zde však není chráněné kotviště. Kolem ostrova je mnoho drobných kamenitých ostrůvků, nejvíce jich je do vzdálenosti 100 m a žádné nejsou dále než 1000 m od břehu. Mezi největší patří Saddle Island, Penguin Island a Isolda Rock.

## Historie
Ostrov poprvé zpozoroval v roce 1505 Gonçalo Álvares, portugalský kapitán vlajkové lodě São Gabriel při druhé indické expedici portugalského objevitele Vasco da Gamy, který ho pojmenoval „Ilha de Gonçalo Álvares“. O více než 225 let později (v roce 1732) spatřil Brit Charles Gough tentýž ostrov o 400 mil východněji, než byl na mapě zaznačen, a pojmenoval ho „Island Gough“. Tato situace byla tehdy běžná, pro nedokonalé lodní chronometry nebylo možno přesně stanovit zeměpisnou délku, a po dobu asi 50 let byly na mapách ostrovy oba. Po vysvětlení omylu bylo s vzestupem britského a poklesem portugalského vlivu původní jméno opuštěno.
Počínaje rokem 1790 začali ostrov po dobu asi 30 let navštěvovat velrybáři a lovci lachtanů, do doby než jejich početná stáda zcela zdecimovali. Od roku 1900 do 1955 se o ostrov zajímal jen málokdo. Pouze v létech 1904, 1922 a 1935 přistály u ostrova menší vědecké expedice a v roce 1914 na něm po dobu tří měsíců skupina zlatokopů neúspěšně hledala v sopečném prachu diamanty. Roku 1938 byl ostrov, při návštěvě lodě královského námořnictva HMS Milford, formálně připojen ke Spojenému království Velké Británie a Severního Irska. Za druhé světové války byla na ostrově provozována britská meteorologická stanice.
Od listopadu 1955 pobývala na ostrově po dobu šesti měsíců britská vědecká expedice studující floru, faunu i geologii ostrova a prováděla meteorologická pozorování.

## Podnebí
Ostrov leží blízko bouřkového pásu řvoucích čtyřicítek s nekonečnými cyklónami doprovázenými silnými vichřicemi vanoucími obvykle východním směrem nebo silnou mlhou. Na ostrově velmi často a intenzivně prší, ročně okolo 3000 mm. Průměrná teplota je na ostrově +11,5 °C, v létě stoupá i nad +15 °C, nejnižší bývá okolo 0 °C.

## Flora a fauna
Místo, na kterém se ostrov nachází, je jedno z nejméně navštěvovaných míst. Příroda tam není narušena lidskou činností a mimo zavlečené myši domácí tam nyní nežijí žádní savci, dříve dovezené kozy a ovce již byly vyhubeny. Místy je ostrov hustě porostlý trávou, kapradinami a mechem. Na vysokých skalnatých útesech jsou jedny z největších kolonií mořských ptáků. Na ostrově bylo zaregistrováno přes 50 druhů ptáků, z nichž 22 tam hnízdí. Jsou to např. albatros stěhovavý, albatros pestrozobý, chaluha subantarktická a mnozí chřástalovití, rybákovití, trubkonosí a z nich hlavně buřňákovití. Velká hnízdiště tam mají také tučňáci skalní a řada lachtanů, na ostrov se také vrací vyvádět mladé i rypouši sloní. U pobřeží jsou místa bohatá na langusty.
Žijí tam také dva suchozemské endemické druhy ptáků — rovetie zelená z čeledi strnadovitých a slípka tristanská z čeledi chřástalovitých. Na ostrově vyrůstá dvanáct endemických druhů rostlin.
V současnosti se řeší likvidace rozmnožující se myši domácí, která napadá ptáčata drobnějších ptáků, a zastavení expanze zavlečené půdokryvné rostliny úrazníku položeného, jež se velmi rychle šíří.

## Vědecká činnost
V roce 1956 byla původní vědecká a meteorologická stanice pronajata Jihoafrické republice. Stanice od té doby, jako součást sítě jihoafrické meteorologické služby, provádí svá pozorování nepřetržitě. Protože se studené fronty blíží k Africe od jihozápadu, jsou její informace zvláště důležité pro předpověď zimního počasí.
Původní základna byla umístěna tak, aby byla skalisky chráněna před větry a usnadňovala přístup do vnitrozemí. Pro meteorologické pozorování to nebylo příliš vhodné místo a proto byla v roce 1963 vybudována nová v nadmořské výšce 150 m v zátoce Transvaal Bay na jihu ostrova. Na základně se v ročních turnusech střídá asi šest meteorologů. Vodu získávají z horské říčky a elektrickou energií vyrábějí za pomoci dieselového generátoru, potraviny a vše ostatní vozí z 2700 km vzdáleného Kapského Města. Na ostrově není přístav a zásoby na celý rok jsou z lodi vykládány vrtulníkem nebo ramenem jeřábu pevně zabudovaného ve skále.

## Ochrana ostrova
Roku 1977 bylo 3 mílové okolo ostrova rozšířeno na 12 mílové, od roku 1983 byl vydán zákaz lovu velryb v okruhu 200 mil a ostrov byl vyhlášen za chráněnou přírodní rezervaci. Na samotný ostrov není bez svolení orgánů z Tristan da Cunha vstup povolen. Výletní lodě smí připlouvat pouze do přístaviště u meteorologické stanice, na ostrově nejsou pro turisty žádná zařízení.
Roku 1995 byl Goughův ostrov pro svou unikátnost zapsán organizaci UNESCO do seznamu Světového dědictví a v roce 2004 byla tato chráněná lokalita rozšířena o Nepřístupný ostrov.